# Iteaphila napaea
Iteaphila napaea är en tvåvingeart som beskrevs av Axel Leonard Melander 1946. Iteaphila napaea ingår i släktet Iteaphila, ordningen tvåvingar, klassen egentliga insekter, fylumet leddjur och riket djur. Inga underarter finns listade i Catalogue of Life.